# The Elephant's Father
The Elephant's Father is de zeventiende aflevering van het achtste seizoen van het tienerdrama Beverly Hills, 90210, die voor het eerst werd uitgezonden op 21 januari 1998.

## Plot
Nu Kelly het weet van de overspel van Brandon met Emma is ze weggegaan uit het huis van Brandon en vraagt aan Donna of ze weer bij haar mag wonen. Iedereen is geschokt als ze horen wat er gebeurd is. Kelly wil niets meer te maken hebben met Brandon en weigert ook hem te woord te staan aan de telefoon. Brandon weet zich geen raad met zijn spijt en verdriet, hij wil het goedmaken met Kelly en dat ze weer terugkomt. Brandon probeert contact te zoeken met Kelly, maar elke keer wordt hij afgewezen. Kelly wil haar leven weer oppakken en gaat gewoon werken in het kliniek. Daar is de vader van Donna, Dr. John Martin, komen werken en heeft ook een nieuwe dokter als collega die stage komt lopen voor zijn studie. Kelly vindt deze dokter wel aantrekkelijk en dat is wederzijds. Deze dokter weet niet van de stukgelopen relatie van Kelly. Kelly krijgt een verrassing als ze Valerie de kliniek binnen ziet lopen. Valerie moet daar een taakstraf uitvoeren voor haar straf die ze gekregen heeft naar aanleiding van haar activiteiten met het illegale gokken in de After Dark. Kelly ziet op het begin niet te springen om haar in de buurt te hebben, maar ze kan haar nu wel de onplezierige karweitjes geven, zoals de wc's poetsen en dweilen. Valerie baalt ervan dat Kelly haar baas is, maar ziet nu wel kans om Kelly te treiteren zoals berichten niet doorgeven en stoken tussen Kelly en de nieuwe dokter en als Brandon een grote bos bloemen laat afleveren bij de kliniek voor Kelly dan verandert Valerie het kaartje zodat het lijkt dat de bloemen van de nieuwe dokter afkomt.
Noah en Donna praten na bij een etentje en Noah vertelt haar dat hij Valerie ontslagen heeft voor haar illegale activiteiten. Ook hoort Donna dat Noah Brandon probeert te verdedigen door te zeggen dat mannen af en toe vreemdgaan en als Kelly van hem houdt dat zij dan hem maar moet vergeven. Donna weet niet wat ze hoort en wordt boos op Noah en zegt hem dat Brandon een fout heeft gemaakt en hij daarom de consequenties moet dragen. Noah kijkt de situatie even aan en beseft dan dat hij hier geen ruzie over kan maken met Donna.
Carly krijgt slecht nieuws, haar vader heeft een hartinfarct gehad en moet nu revalideren. Het probleem is dat hij in Montana woont en daar moet blijven om een vier dubbele bypass te ondergaan. Nu wil Carly daarheen gaan om hem te verzorgen en vertelt dit tegen Steve. Steve gaat ervan uit dat dit tijdelijk is, maar Carly wil daar blijven omdat Zach anders te veel heen en weer wordt getrokken. Dit komt hard aan bij Steve en twijfelt of hij mee moet of blijven, hij besluit te blijven en moet dus nu afscheid nemen van zijn liefde. Het afscheid is emotioneel en Steve heeft er het maar moeilijk mee. Hij neemt afscheid van Carly en Zach op het vliegveld.
David wil een opkomende band volgen om zo een stuk over de band te kunnen schrijven voor de krant. Bij de eerste kennismaking dan is de stemming positief, behalve met de keyboardspeler die hem niet serieus neemt.
Dit is de laatste aflevering van Hilary Swank als Carly Reynolds en Myles Jeffrey als Zach Reynolds.

## Rolverdeling
- Jason Priestley - Brandon Walsh
- Jennie Garth - Kelly Taylor
- Ian Ziering - Steve Sanders
- Brian Austin Green - David Silver
- Tori Spelling - Donna Martin
- Tiffani Thiessen - Valerie Malone
- Joe E. Tata - Nat Bussichio
- Lindsay Price - Janet Sosna
- Hilary Swank - Carly Reynolds
- Michael Durrell - Dr. John Martin
- Vincent Young - Noah Hunter
- Myles Jeffrey - Zach Reynolds
- Michael Reilly Burke - Jeff Stockmann
- Paul Popowich - Jasper McQuade
- J. Robin Miller - Leah
- Christopher Daniel Barnes - Lenny